# Amtsgericht Ottweiler

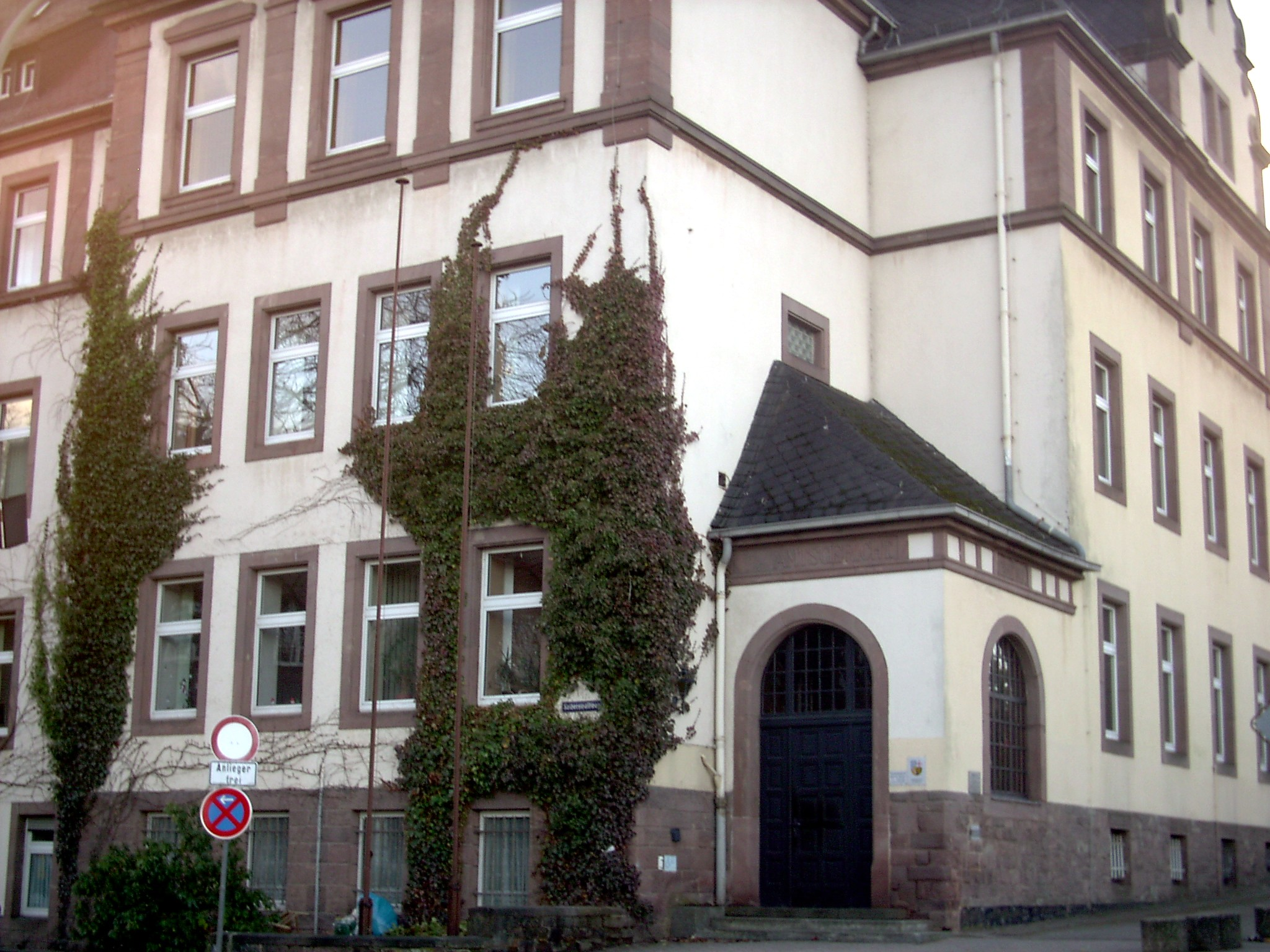
Amtsgerichtsgebäude in Ottweiler

Das Amtsgericht Ottweiler ist ein deutsches Gericht der ordentlichen Gerichtsbarkeit und eines von zehn Amtsgerichten im Bezirk des Landgerichts Saarbrücken.

## Gerichtssitz und -bezirk

Lage der Amtsgerichte in den jeweiligen Gerichtsbezirken im Saarland

Das Gericht hat seinen Sitz in der Stadt Ottweiler im Saarland.
Der Gerichtsbezirk umfasst das Gebiet der Stadt Ottweiler und das der Gemeinden Eppelborn, Illingen, Merchweiler, und Schiffweiler. Damit ist der Bezirk etwa 163 km2 groß. In ihm leben ca. 74.000 Einwohner (Stand 30. September 2017).

## Gerichtsgebäude
Das Gerichtsgebäude befindet sich am Reiherswaldweg 2 in Ottweiler. 

## Übergeordnete Gerichte
Dem Amtsgericht Ottweiler ist das Landgericht Saarbrücken übergeordnet. Zuständiges Oberlandesgericht ist das Saarländische Oberlandesgericht, ebenfalls mit Sitz in Saarbrücken.